# 中国工程院院士
中国工程院院士，中华人民共和国设立的工程科学技术方面的最高学术称号，为终身荣誉。“中国工程院院士”由选举产生；对中国工程科学技术事业发展作出重要贡献，具有很高科学技术水平和在国际上享有良好声誉的外国籍专家、学者，可被提名并当选为“中国工程院外籍院士”。中国工程院院士增选每两年进行一次，特殊情况可提前或延后进行。每次的增选院士名额，由中国工程院主席团讨论决定。
1993年，中华人民共和国国务院决定将中国科学院学部委员改称中国科学院院士，同时宣布成立中国工程院。中国工程院1994年产生第一批96名院士，其中30人为中科院院士。
1997年中国工程院增选116名新院士，1999年增选113名院士，2001年再添81名院士。2003年、2005年、2007年和2009年，分别有58人、50人、33人和48人新当选为工程院院士；2015年新增70人；2015年12月累计有852人，其中资深院士322人。2021年11月18日中国工程院增选院士84人。2023年，中国工程院院士增选74位。

## 资深院士
资深院士：对年满80周岁的院士授予资深院士称号。资深院士继续享有咨询、评议和促进学术交流、科学普及等权利和义务；但不再担任院及学部的领导职务，不再参加对院士候选人的提名和选举，可以自由参加院士会议。

## 外籍院士
外籍院士由中国工程院院士大会选举产生，每两年进行一次。外籍院士候选人，必须获得不少于五位院士的提名；每次增选，每位院士至多可提两名候选人；外籍院士正式候选人，由“中国工程院院主席团”经过讨论并实行无记名投票确定；对外籍院士的选举，由院士大会实行等额、无记名投票；参加投票的院士人数达到或超过应投票院士人数的三分之二，选举有效；获得赞同票达到或超过投票院士人数三分之二者当选。
- 外籍院士对中国工程科学技术发展和本院工作有建议权；可应邀出席本院及学部组织的有关会议和学术活动，可获得本院赠送的出版物；外籍院士不参加选举活动。
- 外籍院士如取得了中国国籍，可转为本院院士。

## 被除名院士
- 周国泰
- 李宁[4]
- 孟伟[5]
- 曹耀峰[6]
- 王安[6]
- 岳国君

### 引用
1. ↑  . 中国工程院官网. 2015-12-07. （原始内容存档于2016-03-03）.
2. ↑  .   [2021-11-18]. （原始内容存档于2022-02-15）.
3. ↑  . 新闻中心—中国教育在线. 2023-11-22  [2023-11-23]. （原始内容存档于2023-11-23） （中文）.
4. ↑  .   [2022年10月15日]. （原始内容存档于2022年10月15日）.
5. ↑  . 重庆日报数字报.   [2023-01-07]. （原始内容存档于2023-01-07）.
6. 1 2  . 中华人民共和国科学技术部.   [2023-01-07]. （原始内容存档于2022-12-23）.